# Le Mont Saint Michel (Lancen)
Le Mont Saint Michel is een compositie voor harmonieorkest van de Franse componist Serge Lancen uit 1976. De première van het werk vond plaats op 4 mei 1977 in het Palais des Congrès te Parijs door de Musique de la Police Nationale onder leiding van Pierre Bigot.
Het werk is opgenomen op langspeelplaat door de Musique de la Police Nationale onder leiding van Pierre Bigot en op cd door de Koninklijke Militaire Kapel onder leiding van Pierre Kuijpers en op door  Harmonie "St. Jozef" Kaalheide uit Kerkrade onder leiding van Alex Schillings.